# Egas Duer
D. Egas Duer (antes de 1140 - c. 1180) foi um fidalgo do século XII, 1.º Senhor da Honra e Torre de Ataíde, situadas na freguesia de São Pedro de Ataíde, no antigo município de Santa Cruz de RibaTâmega (atual concelho de Amarante).
Nas Inquirições de 1258, é referido como primeiro detentor da referida honra em São Pedro de Ataíde, "propter honorem Domne Egee Duer" (por honra de Dom Egas Duer). Nessa data, já pertencia a seu neto, Egas Martins de Ataíde.
É provável que Egas Duer descendesse da casa medieval dos Riba Douro, embora, pelas armas que usou, não se possa excluir um relacionamento com a linhagem dos Botelho (Mogudo de Sendim), dada a parecença entre ambas.

## Casamento e descendência
Casou, antes do ano de 1165, com D. Maria Soares de Sousa, nascida c. 1140, filha do Rico-Homem Soeiro Mendes de Sousa, um dos principais barões do Condado Portucalense.
Desse casamento houve geração, um filho, D. Martim Viegas de Ataíde (c. 1165 - antes de 1258), que foi o primeiro a usar esse sobrenome, herdeiro da casa do seu pai.
Martim Viegas casou três vezes, sendo sua primeira mulher Maria Anes de Baião. Depois, voltou a casar com Elvira Rodrigues de Podentes e finalmente, pela terceira vez, com Maria Giraldes. Teve geração de todos os casamentos, sendo que a sucessão na honra de Ataíde se verificou no seu filho da união com Maria Giraldes, o já referido Egas Martins de Ataíde, nascido c. 1210. A irmã deste, Maria Martins de Ataíde, doaria bens ao Mosteiro de Arouca, por testamento aberto antes de 6 de janeiro de 1287.